# 파워레인저 로스트 갤럭시
《파워레인저 로스트 갤럭시》(영어: Power Rangers Lost Galaxy)는 폭스에서 1999년 2월 6일부터 1999년 12월 18일까지 방영한 미국의 특촬물 텔레비전 시리즈이다. 일본 슈퍼 전대 시리즈 《성수전대 긴가맨》(1998-99)에 기반했다.